# 紹斯賽德 (阿肯色州范布倫縣)
紹斯賽德（英語：Southside）是位於美國阿肯色州范布倫縣的一個非建制地區。該地的面積和人口皆未知。

## 地理
紹斯賽德的座標為35°25′31″N 92°43′24″W / 35.42528°N 92.72333°W，而該地的平均海拔高度為230米（即755英尺）。